# Вызенка
Вы́зенка (Вызнянка) — река в Солигорском районе Минской области Белоруссии, левый приток Морочи (бассейн Припяти).

## Название
Согласно В. Н. Топорову и О. Н. Трубачёву, название реки Визенка (вариант — Вызынка) имеет балтское происхождение.

## Гидрография
Начинается в 1,4 км к юго-востоку от деревни Пятницы, устье около деревни Малый Рожан. Протекает по юго-западной окраине Центральноберезинской равнины. Водосбор низинный. Лесистость его территории составляет 19 %.
Длина реки — 22 км. Площадь водосбора — 109 км².
Русло на всём протяжении канализировано. Возле городского посёлка Красная Слобода на реке построена плотина и организован пруд площадью 5,2 га.